# Fehértükrös galamb
A fehértükrös galamb (Petrophassa albipennis) a madarak (Aves) osztályának galambalakúak (Columbiformes) rendjébe és a galambfélék (Columbidae) családjába tartozó  faj.

## Rendszerezése
A fajt John Gould angol ornitológus írta le 1841-ben.

## Alfajai
- Petrophassa albipennis albipennis Gould, 1841
- Petrophassa albipennis boothi Goodwin, 1969[2]

## Előfordulása
Ausztrália északi részén honos. Természetes élőhelyei a szubtrópusi és trópusi száraz gyepek, sziklás környezet, barlangok közelében. Állandó, nem vonuló faj.

## Megjelenése
Testhossza 30 centiméter, testtömege 103-156 gramm. Szárnyán fehér tükör található.
|  |

## Természetvédelmi helyzete
Az elterjedési területe korlátozott, egyedszáma ugyan csökken, de még nem éri el a kritikus számot. A Természetvédelmi Világszövetség Vörös listáján nem fenyegetett fajként szerepel.